# Trashiyangtse
Trashiyangtse o Tashi Yangtse es un pueblo y la capital del distrito homónimo, al este de Bután. En 2005 contaba con una población de 2735 personas, mientras que en 2017 tuvo 3187 habitantes.

## Geografía
Trashiyangtse se ubica a 1788 m sobre el nivel del mar. Por la población, que se asienta en un valle, pasa el río Kulong Chhu. En la región se encuentra el Santuario de Vida Silvestre de Kulong Chhu, establecido en 1993, que forma parte del Santuario de Vida Silvestre Bumdeling. Este área protegida cubre actualmente la mitad norte de Trashiyangtse (los gewogs de Bumdeling y Yangste, donde se encuentra el pueblo de Trashiyangtse), así como también porciones sustanciales de los distritos vecinos.

## Economía
La región es conocida por las tazas y cuencos tradicionales (dhapa y dza) hechos a mano por artesanos locales, utilizando principalmente madera de arce. También es relevante como centro de fabricación de papel. Los artesanos utilizan la técnica tradicional tsasho para hacer papel con un marco de bambú, que produce un patrón distintivo.

## Cultura

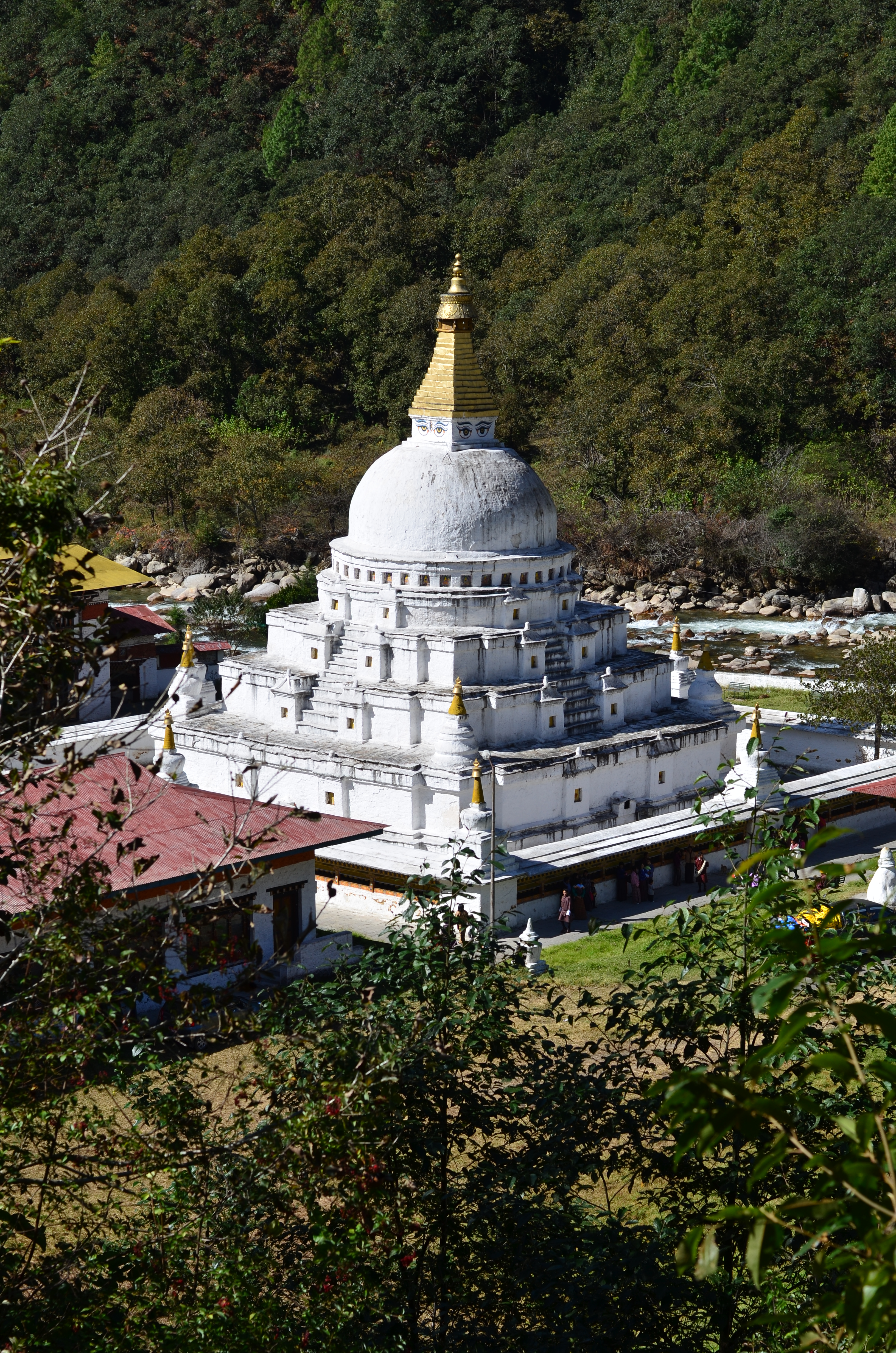
El Chöten Kora

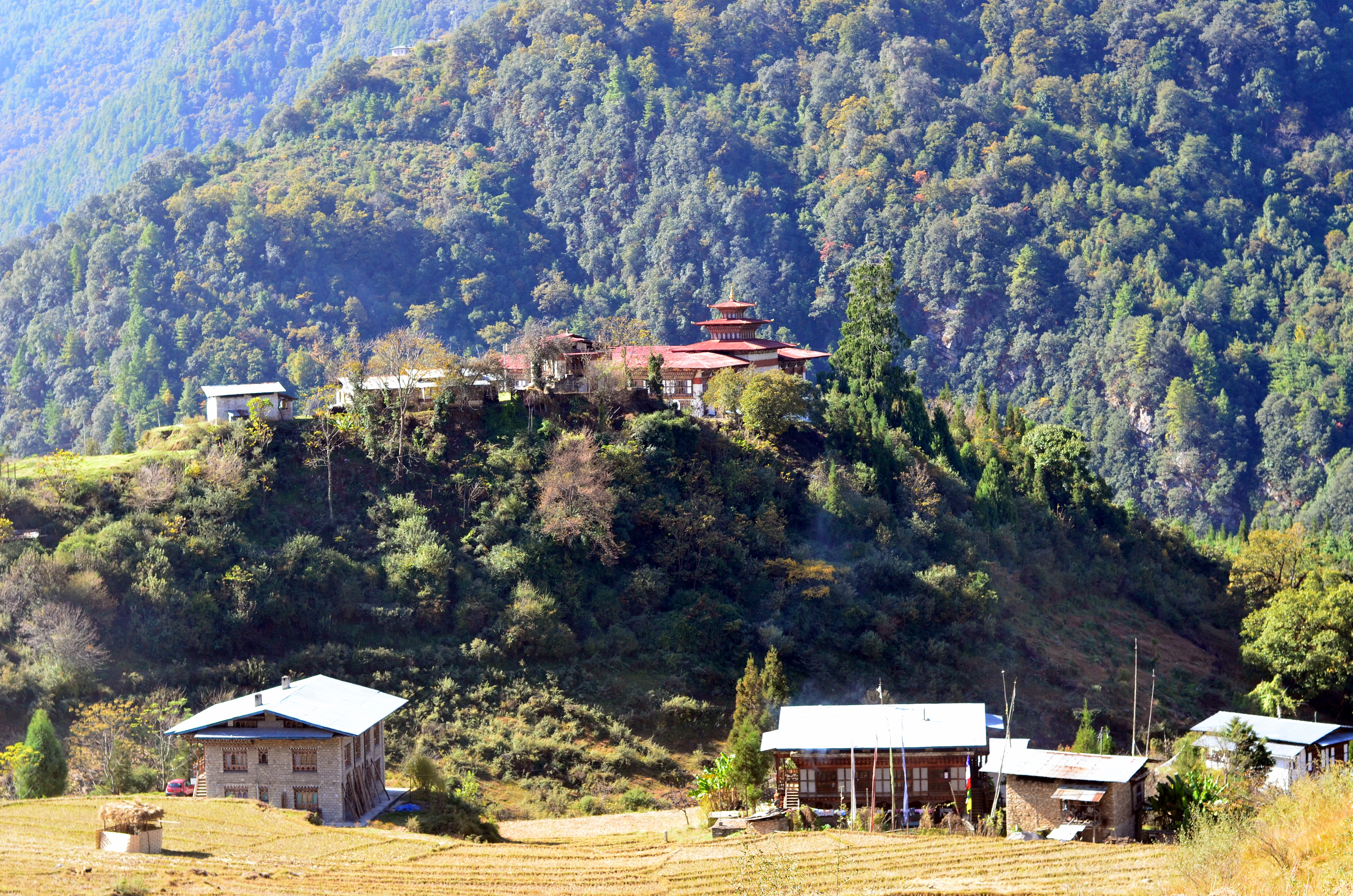
Vista del dzong de Trashiyangtse

La entrada de la localidad está marcada por la estupa Chörten Kora. Además, un dzong se inauguró en Trashiyangtse en 1997. El pueblo cuenta con una importante escuela de arte, la Escuela de Artes Tradicionales, que enseña seis formas de arte: pintura, cerámica, escultura en madera, torneado, lacado y bordado.